# Trachypholis bicarinata
Trachypholis bicarinata is een keversoort uit de familie somberkevers (Zopheridae). De wetenschappelijke naam van de soort werd in 1885 gepubliceerd door Francis Polkinghorne Pascoe.